# 塔拉斯·谢甫琴科站
塔拉斯·谢甫琴科站（羅馬化：Tarasa Shevchenka  （ⓘ））是基輔地鐵奧博隆-特列姆基線的一個車站，開通於1980年12月19日。站名取自於烏克蘭著名詩人、作家和畫家塔拉斯·谢甫琴科。

## 外部連結
- Kyivsky Metropoliten — Station description and photographs （乌克兰語）
- Metropoliten.kiev.ua — Station description and photographs （俄文）